# Jhumpa Lahiri
Jhumpa Lahiri Vourvoulias (bengalisch: ঝুম্পা লাহিড়ী, Jhumpā Lāhiṛī; * 11. Juli 1967 in London) ist eine US-amerikanische Autorin indischer Abstammung. Viele ihrer Kurzgeschichten haben Leben und Probleme von Indo-Amerikanern, insbesondere Bengalen, zum Thema. 2000 wurde sie mit dem Pulitzer-Preis ausgezeichnet.

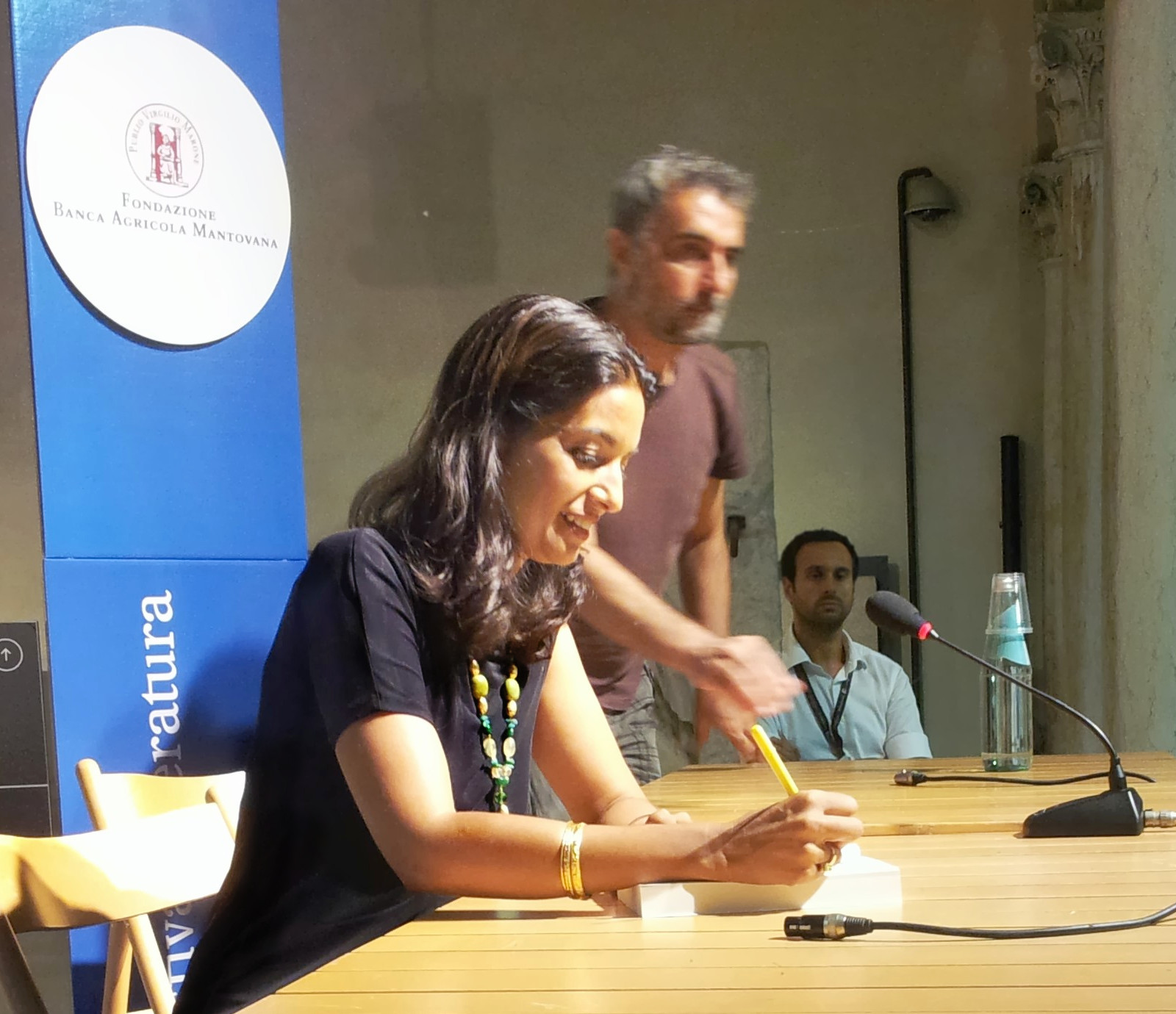
Jhumpa Lahiri (2013)

## Biografie
Lahiri wurde als Tochter bengalischer Eltern mit dem bürgerlichen Namen Nilanjana Sudeshna Lahiri in England geboren, mit Kosenamen nannten ihre Eltern sie Jhumpa. Sie wuchs in South Kingstown, Rhode Island auf. 1989 graduierte sie mit B. A. in Englischer Literatur am Barnard College; an der Boston University erlangte sie danach M. A.s in Englisch, Kreativem Schreiben und vergleichender Literaturwissenschaft sowie einen Ph. D. in Renaissancestudien. An der Boston University und an der Rhode Island School of Design lehrte sie auch Kreatives Schreiben. Von 1997 bis 1998 hatte sie Fellow-Status am Provincetown's Fine Arts Work Center.
1999 wurde ihr Debüt Melancholie der Ankunft (Interpreter of Maladies) veröffentlicht. Die Sammlung von neun Kurzgeschichten beschäftigt sich mit Eheproblemen, Fehlgeburt und der Entfremdung zwischen indischen Einwanderern in den USA der ersten und zweiten Generation. Die Geschichten spielen im Nordosten der Vereinigten Staaten und in Indien, insbesondere Kolkata. Das Buch gewann im Jahre 2000 den Pulitzer-Preis der Kategorie Roman (Fiction).
Ihr fünftes Buch, gleichzeitig ihr erster Roman, war The Namesake. Es erschien 2003 und handelt von der fiktionalen Familie Ganguli. Die Eltern stammen beide aus Kolkata und wanderten als junge Erwachsene in die USA ein. Ihre Kinder Gogol und Sonia wuchsen in den USA auf. Die aus dem kulturellen Konflikt zwischen Eltern und Kindern erwachsenden Spannungen sind Thema des Buches. Im Jahre 2007 erschien die Verfilmung des Buchs von Mira Nair mit Kal Penn, Tabu und Irrfan Khan in den Hauptrollen. Lahiri hat einen Cameo-Auftritt im Film.
2001 heiratete sie den Journalisten Alberto Vourvoulias-Bush. Sie haben zwei Kinder. 2012 zog die Familie nach Rom und Lahiri schrieb eine Zeit lang ausschließlich auf Italienisch. Heute leben sie wieder in New York und Lahiri lehrt „Kreatives Schreiben“ an der Princeton University. Seit 2005 ist Jhumpa Lahiri Vizepräsidentin des PEN American Center.
Im September 2024 lehnte Lahiri die Annahme des Isamu Noguchi Awards 2024 des New Yorker Noguchi-Museums aus Solidarität mit drei zuvor dort entlassenen Kufiya-tragenden Team-Mitgliedern ab. Das Museum hatte zuvor seine Kleiderordnung aktualisiert, wonach das Tragen von Kleidung, die ein politisches Statement ausdrücken soll, nicht mehr gestattet ist. Die Kufiya gilt als Symbol der Solidarität mit den Palästinensern. Im Oktober des Jahres gehörte Lahiri zu den Unterzeichnern eines Aufrufs zum Boykott israelischer Kulturinstitutionen, „die an der überwältigenden Unterdrückung der Palästinenser mitschuldig sind oder diese stillschweigend beobachtet haben“.

## Auszeichnungen
- 1993: TransAtlantic Award der Henfield Foundation
- 1999: O. Henry Award für die Kurzgeschichte Interpreter of Maladies
- 2000: Hemingway Foundation PEN Award (Best Fiction Debut of the Year) für Interpreter of Maladies
- 2000: Addison Metcalf Award der American Academy of Arts and Letters
- 2000: The New Yorker's Best Debut of the Year für Interpreter of Maladies
- 2000: Pulitzer Prize for Fiction für Interpreter of Maladies
- 2000: James Beard Foundation's M.F.K. Fisher Distinguished Writing Award für Indian Takeout im Food & Wine Magazine
- 2002: Guggenheim Fellowship
- 2009: Premio Gregor von Rezzori für Fremde Erde
- 2012: Wahl zum Mitglied der American Academy of Arts and Letters[5]
- 2014: National Humanities Medal
- 2024: Mitglied der American Academy of Arts and Sciences

## Werke
- 1999: Interpreter of Maladies.
  - Übers. Barbara Heller: Melancholie der Ankunft. Blessing, München 2000, ISBN 3-89667-110-3; weitere Ausgaben in verschiedenen Verlagen
- 2001: Nobody's Business, in The New Yorker, 11. März 2001[6]
- 2003: The Namesake[7]
  - Übers. Barbara Heller: Der Namensvetter. Blessing, München 2003, ISBN 3-89667-111-1 und weitere Ausgaben
- 2004: Hell-Heaven, in The New Yorker, 8. Mai 2004[6]
- 2006: Once in a Lifetime, in The New Yorker, 1. Mai 2006[6]
  - Übers. Gertraude Krueger: Einmal im Leben. Rowohlt, Reinbek 2008, ISBN 978-3-498-03929-5.[8]
- 2008: Unaccustomed Earth. Short stories.[9]
  - Übers. Gertraude Krueger: Fremde Erde. Erzählungen. Rowohlt, Reinbek 2010, ISBN 978-3-499-24839-9[10]
- 2013: The Lowland, Bloomsbury, London ISBN 978-1-4088-2811-3; Taschenbuch ISBN 978-1-4088-4455-7.
  - Übers. Gertraude Krueger: Das Tiefland. Rowohlt, Reinbek 2014, ISBN 978-3-498-03931-8.
- In altre parole. Parma : Guanda, 2015
  - In Other Words. Zweisprachig Italienisch-Englisch. Aus dem Italienischen ins Englische übersetzt von Ann Goldstein. London : Bloomsbury, 2016
  - Mit anderen Worten. Wie ich mich ins Italienische verliebte. Übersetzung Margit Knapp. Rowohlt, 2017[11]
- 2016: The Clothing of Books, Vintage, London ISBN 978-0-525-43275-3.
  - Die Kleider der Bücher. Rowohlt, Reinbek 2018, ISBN 978-3-499-27563-0.
- Dove mi trovo, Roman, Guanda, 2018, ISBN  978-8-823-521-360.
  - Whereabouts: A novel, aus dem Italienischen von ihr selbst übertragen, Knopf, 2021, ISBN  978-0-5933-1831-7.[12]
  - Wo ich mich finde, aus dem Italienischen von Margit Knapp, Rowohlt Verlag, Hamburg 2020, ISBN 978-3-498-00110-0.[13][14]
- Translating Myself and Others. Princeton University Press, Princeton 2022, ISBN 978-0-691-23116-7.
- Racconti romani. Guanda, Milano 2022, ISBN 978-8-823-52610-5.
  - Das Wiedersehen. Römische Geschichten, aus dem Italienischen von Julika Brandestini, Rowohlt Verlag, Hamburg 2024, ISBN 978-3-498-00368-5.[15]